# Relations entre les États-Unis et la Syrie
Les relations entre les États-Unis et la Syrie existent depuis que cette dernière a déclaré son indépendance, en 1945.
Les relations diplomatiques entre la Syrie et les États-Unis furent suspendues en 2012 après le début de la guerre civile syrienne. Les questions prioritaires entre les deux États comprennent le conflit israélo-arabe, l'annexion du plateau du Golan et la guerre en Irak.
Depuis la chute de Bachar el-Assad en 2024, les États-Unis renouent avec le nouveau pouvoir syrien via les voies diplomatiques. En mai 2025, les sanctions à l'encontre de la Syrie sont suspendues par Donald Trump pour une durée de 180 jours. Un nouvel ambassadeur est alors nommé, il s'agit de Tom Barrack, d'origine libano-américaine. L'ambassade, fermée depuis le 6 février 2012, rouvre officiellement le 29 mai 2025.

## Historique des relations politiques

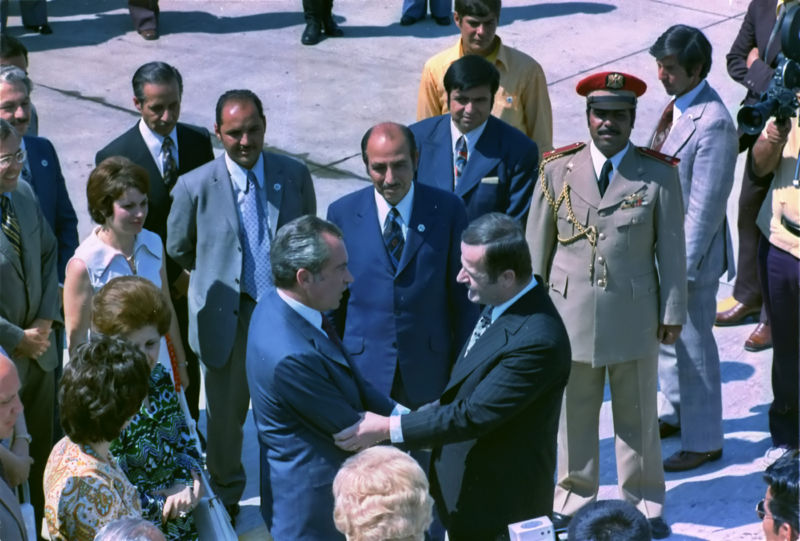
Le président syrien Hafez el-Assad accueille le président américain Richard Nixon à Damas, 1974

Les relations officielles ont commencé en 1835 lorsque les États-Unis ont nommé pour la première fois des consuls à Alep, qui faisait alors partie de l'Empire ottoman. Après la déclaration d'indépendance de la Syrie en 1945, les États-Unis ont établi un consulat à Damas. Le 7 septembre 1946, les États-Unis reconnaissent une Syrie indépendante, nommant George Wadsworth à la mission diplomatique.
À la suite de l'échec d'une tentative de coup d'État de la CIA en 1957 pour renverser le président syrien Choukri al-Kouatli, la Syrie demande à l'ambassadeur américain James S. Moose de quitter Damas. En retour, l'ambassadeur syrien Faris Zain Al-Din est rappelé en Syrie.
Plus tard, les relations américano-syriennes sont de nouveau rompues en 1967 après la guerre des Six Jours, qui entraîne l'occupation par Israël des hauteurs du Golan. Après la conclusion de l'accord sur le désengagement entre Israël et la Syrie, les relations reprennent en juin 1974 et, par la suite, le président Richard Nixon visite Damas lors d'un voyage officiel. La guerre du Liban provoque de nouvelles tensions, avant une nouvelle détente lors de la signature de l'accord de Taëf en 1989 mettant fin à la guerre civile libanaise.
Pendant la guerre du Golfe en 1990-1991, la Syrie coopère avec les États-Unis en tant que membre de la coalition multinationale.
En 1991, le président syrien Hafez el-Assad prend la décision historique d'accepter l'invitation du président George H. W. Bush à assister à une conférence de paix au Moyen-Orient et à engager des négociations bilatérales ultérieures avec Israël. La Syrie améliore ses relations avec les États-Unis en garantissant la libération des otages occidentaux détenus au Liban et en levant les restrictions de voyage imposées aux juifs syriens.
Tout au long de l'administration Clinton, il y a eu plusieurs tentatives d'engager el-Assad dans les négociations de paix au Moyen-Orient. Il s'agit notamment de plusieurs sommets présidentiels ; le dernier s'est produit lorsque le président Bill Clinton a rencontré le président Hafez el-Assad à Genève en mars 2000.
Au lendemain des attentats du 11 septembre aux États-Unis en 2001, le gouvernement syrien entame une coopération limitée avec les États-Unis dans la guerre contre le terrorisme. Dans un de ces cas, les services de renseignements syriens ont alerté les États-Unis d'un plan d'Al-Qaïda similaire à l'attentat contre l'USS Cole, qui devait faire voler un deltaplane chargé d'explosifs dans le quartier général de la cinquième flotte de la marine américaine à Bahreïn.

## La guerre en Irak et ses conséquences
L'opposition de la Syrie à la guerre en Irak, qui débute en 2003, a détérioré les relations entre les deux pays. Une sérieuse controverse surgit en raison du fait que le gouvernement syrien n'a pas empêché les combattants étrangers d'utiliser les frontières syriennes pour entrer en Irak et a refusé de déporter les éléments de l'ancien gouvernement de Saddam Hussein qui soutiennent l'insurrection irakienne. De leur côté, les responsables syriens étaient préoccupés par le fort afflux de réfugiés irakiens dans leur pays.
Les questions qui préoccupent les États-Unis comprennent l'ingérence continue de la Syrie dans les affaires libanaises, sa protection à Damas de la direction des groupes palestiniens qui rejettent la paix négociée avec Israël, et son bilan en matière de droits de l'homme.
En mai 2004, un ensemble complet de sanctions économiques a été adopté sous l'administration Bush. Le Syria Accountability and Lebanese Sovereignty Restoration Act (en) (SALSRA), impose des sanctions à la Syrie et interdit la majorité des exportations vers ce pays, à l'exception des aliments et des médicaments, interdisant spécifiquement l'exportation de la plupart des marchandises contenant plus de 10 % de composants fabriqués aux États-Unis en Syrie.
Les relations déclinent encore après l'assassinat de l'ancien Premier ministre libanais Rafiq Hariri. En février 2005, en raison de l'assassinat de Hariri, les États-Unis rappellent leur ambassadeur à Washington.
Le 12 septembre 2006, l'ambassade des États-Unis en Syrie est attaquée par quatre assaillants armés avec des fusils, des grenades et une voiture piégée (qui n'a pas explosé). Les forces de sécurité syriennes réussissent à contrer l'attaque, tuant trois assaillants et en blessant un. Deux autres Syriens tués lors de l'attaque étaient un agent de sécurité du gouvernement et un passant. Le gouvernement syrien a déclaré publiquement que des terroristes avaient perpétré l'attaque. Le gouvernement américain n'a pas reçu d'évaluation officielle du gouvernement syrien sur les motifs ou l'organisation de l'attaque, mais la sécurité a été améliorée dans les installations américaines. L'ambassadeur syrien aux États-Unis, Imad Moustapha, et le président Bachar el-Assad, ont cependant accusé la politique étrangère américaine dans la région d'avoir contribué à l'incident.

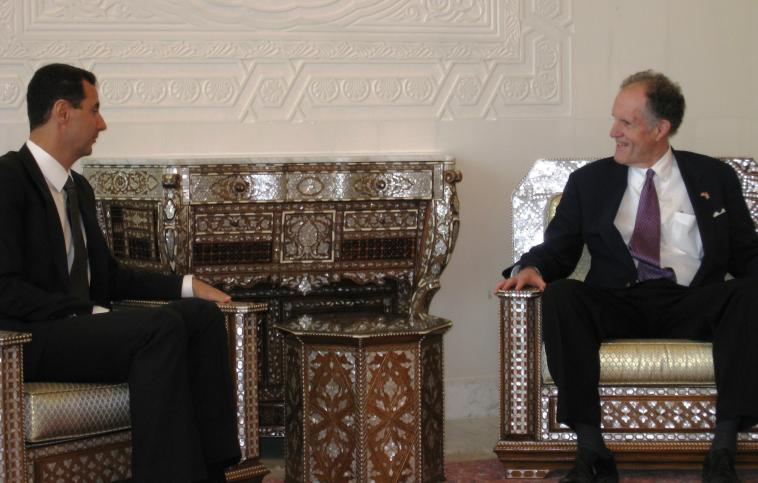
Bachar el-Assad rencontre le sénateur américain Ted Kaufman en 2009

En 2008, la CIA et le Commandement des opérations spéciales conjointes des États-Unis (JSOC) mènent un raid paramilitaire visant Al-Qaïda en Irak dans la ville de Sukkariyeh à Abu Kamal. Des rapports ultérieurs révèlent que près d'une douzaine d'opérations similaires avaient eu lieu en Syrie et ailleurs depuis qu'un décret exécutif de 2004, l'Al-Qaida Network Exord, avait autorisé de telles missions, stipulant que les opérations dans des pays sensibles tels que la Syrie et le Pakistan devaient être soumis à l'approbation présidentielle,.
La Syrie fournit un « soutien passif » à des groupes qu'elle considère comme des mouvements de résistance légitimes. Les États-Unis considèrent cela comme étant fournir un refuge à des groupes terroristes, car le gouvernement syrien autorise des groupes tels que le Hamas, le Jihad islamique palestinien et le Front populaire de libération de la Palestine-Commandement général à opérer à l'intérieur de ses frontières. La Syrie ne cache pas son soutien au Hezbollah en tant que « mouvement de résistance » face à Israël. Son président Bachar el-Assad et les responsables de Damas insistent sur le fait que le mouvement chiite libanais a le droit de combattre Israël, tout comme la Syrie exerce son droit de maintenir une relation étroite avec l'Iran, l'autre parrain du Hezbollah et allié régional.

## Guerre civile syrienne
Les États-Unis se montrent relativement passifs au début de la révolution syrienne en 2011. Cinq semaines après le début des manifestations en Syrie, Barack Obama appelle à la fin de la répression, puis il réclame le départ de Bachar el-Assad en août 2011. Mais il tient à désengager les États-Unis d'Afghanistan et d'Irak et n'a pas l'intention de mener d'autres interventions militaires. En décembre 2011, l'armée américaine se retire d'Irak.
En 2012, les Américains commencent à fournir des renseignements à l'Armée syrienne libre (ASL). En 2013, des combattants de groupes rebelles sont entraînés en Jordanie par les Américains, les Français et les Britanniques, et en avril les États-Unis s'engagent à porter à 250 millions de dollars leur assistance « non létale » à la rébellion. Le 13 juin, la présidence américaine annonce qu'elle va apporter un « soutien militaire » aux rebelles. En septembre, les brigades de l'ASL dans le sud de la Syrie reçoivent leurs premiers armements, les Américains livrent des armes légères et antichar.
La priorité est ensuite donné, à partir du 23 septembre 2014, à la lutte contre l'État islamique et les États-Unis engagent une campagne de frappes aériennes, après avoir formé une coalition internationale. Celle-ci intervient surtout en soutien aux Kurdes des YPG et renverse la balance en leur faveur au nord de la Syrie. En octobre 2015, les États-Unis débutent le déploiement de forces spéciales.

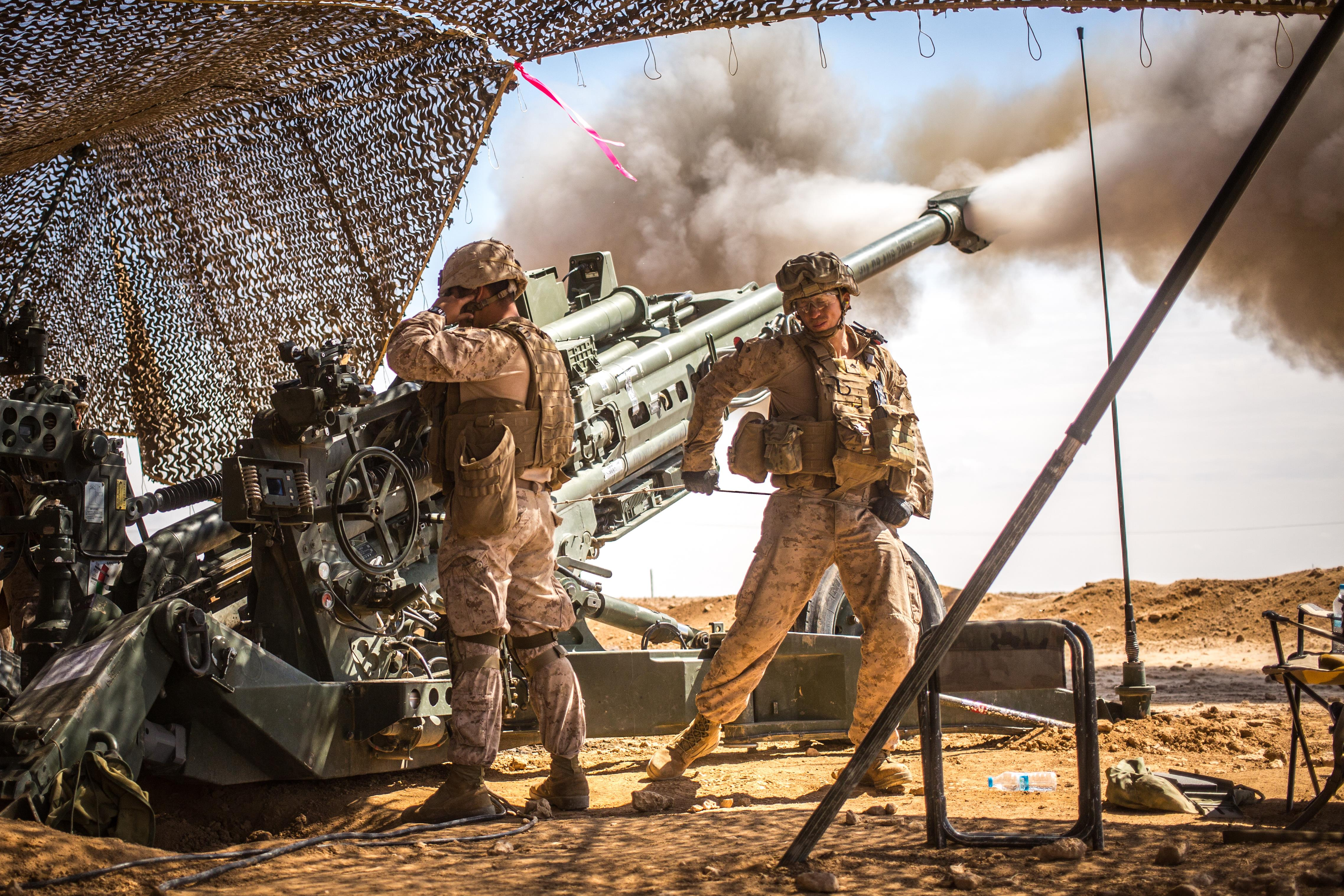
Tir d'obusier M777 howitzer effectué par des soldats américains du 11e Marine Expeditionary Unit en soutien aux Forces démocratiques syriennes lors de l'offensive de Raqqa, le 25 mars 2017.

En 2015, les États-Unis débloquent 500 millions de dollars et concluent un accord avec la Turquie pour former un corps de 15 000 rebelles modérés afin de combattre l'État islamique, nombre ensuite réduit à 5 000. Le programme est un véritable fiasco, en juillet et septembre 2015 seulement 120 hommes entrent en Syrie : le premier groupe est aussitôt attaqué par le Front al-Nosra qui fait plusieurs prisonniers, le second remet une partie de ses armes aux djihadistes pour obtenir un droit de passage. Les combattants de cette « Nouvelle force syrienne » désertent ou font défection,.
La position américaine vis-à-vis de Bachar el-Assad et les déclarations de ses responsables sont parfois confuses et contradictoires, notamment sur la question de négocier ou non avec le régime syrien. Jusqu'à la fin de son mandat, Barack Obama reste en retrait sur le dossier syrien et dans l'ensemble du Moyen-Orient, laissant ainsi le champ libre à l'Iran et à la Russie.
Arrivée au pouvoir en 2017, l'administration Trump ne rompt pas dans les premiers mois avec la politique de l'administration Obama,,. Elle annonce cependant que le départ de Bachar el-Assad n'est plus pour elle une priorité. Néanmoins, elle affiche ouvertement son hostilité envers l'Iran.
Le massacre de Khan Cheikhoun du 4 avril 2017 modifie la position américaine : pour la première fois les États-Unis ripostent contre le régime syrien en détruisant une de ses bases aériennes dans la nuit du 6 au 7 avril. Après cet événement, les États-Unis déclarent qu'il ne peut y avoir de solution politique avec Bachar el-Assad à la tête du régime. En juillet 2017, le gouvernement américain met fin au programme de la CIA d'aide aux rebelles, qui mis en place quatre ans plus tôt, fournissait à ces derniers armes et entraînement. Les livraisons d'armes aux Forces démocratiques syriennes se poursuivent.
Bien que l'État islamique ait subi plusieurs défaites et perdu la majorité de son territoire, le secrétaire d'État Rex Tillerson annonce en janvier 2018 que l'armée américaine va rester en Syrie avec l'objectif d'empêcher les djihadistes de réémerger, de contrer l'influence de l'Iran et de s'opposer au régime de Bachar el-Assad,. En janvier 2018, au moins 2 000 soldats américains sont présents en Syrie aux côtés des Forces démocratiques syriennes. En décembre 2018, puis en octobre 2019, Donald Trump annonce le retrait de troupes américaines du territoire syrien, annonces qui ne sont que partiellement suivies d'effets.
En décembre 2019, les États-Unis adoptent la loi « César », qui impose de lourdes sanctions économiques à la Syrie, en visant notamment les États et les entreprises tierces qui commercent avec les autorités syriennes.
En août, l'administration américaine déclare qu'elle préparait de nouvelles séries de sanctions contre le régime d'Assad et qu'elle cherchait à cibler les réseaux de soutien financier en dehors de la nation déchirée par la guerre. Dans sa phase de sanctions, le Trésor américain et le département d'État ont indiqué qu'il était impatient[pas clair] de cibler les Émirats arabes unis, qui normalisaient les relations en Syrie à des fins politiques et économiques. Le cheikh Tahnoun ben Zayed Al Nahyane, pour son soutien financier d'environ 200 000 dollars à la nièce du président Bachar el-Assad, Aniseh Shawkat, a été pris pour cible par les autorités britanniques, qui ont saisi ses comptes bancaires pour avoir contourné les sanctions de l'Union européenne contre le régime syrien.